# Rabioso sol, rabioso cielo
Pour plus de détails, voir Fiche technique et Distribution.
Rabioso sol, rabioso cielo est un film mexicain du réalisateur Julián Hernández de 2008. Son titre anglais (américain) est Enraged Sun, Enraged Sky tandis que son titre anglais (Europe, festival) est Raging Sun, Raging Sky.
Ce film a remporté un Teddy Award à la Berlinale de 2009. Les motivations du jury sont les suivantes :
« Nous accordons le Teddy du meilleur film au film mexicain Raging Sun, Raging Sky pour sa cinématographie pleine de maîtrise et pour son usage visionnaire des couleurs et du son - pour son exploration de l'amour, du désir et de la sexualité à l'intérieur du cadre de la mythologie ancienne, juxtaposée avec l'urbanité moderne ».

## Fiche technique
- Titre : Rabioso sol, rabioso cielo
- Réalisation : Julián Hernández
- Scénario : Julián Hernández
- Musique : Arturo Villela
- Photographie : Alejandro Cantú
- Montage : Emiliano Arenales Osorio
- Production : Roberto Fiesco
- Société de production : Mil Nubes-Cine
- Pays :  Mexique
- Genre : Drame, fantastique et romance
- Durée : 141 minutes
- Dates de sortie : 
  -  Mexique : 16 octobre 2009

## Distribution
- Jorge Becerra : Kieri
- Javier Oliván : Tari
- Guillermo Villegas : Ryo
- Giovanna Zacarías : Tatei - El corazón del cielo
- Joaquín Rodríguez : Andrés
- Juan Carlos Torres : Umberto
- Fabian Storniolo : Sergio
- Harold Torres : Bruno
- Clarissa Rendón : Meche
- Baltimore Beltran : Boxeador
- Rubén Santiago : Jonás
- Rubén Ángel : Muchacho del mercado